# Le Génie de la Liberté
Le Génie de la Liberté, dit aussi Le Génie de la Bastille, est une statue en bronze doré réalisée par Auguste Dumont en 1836. Elle surmonte la colonne de Juillet, place de la Bastille à Paris, en France.

## Description
D'une hauteur de 4 mètres, la statue du Génie de la Liberté couronne la colonne de Juillet depuis 1836, date de sa commande et de sa livraison. Statue allégorique figurant la liberté sous des traits masculins, elle représente un génie ailé qui brandit, dans la main droite un flambeau et la gauche les chaînes brisées du despotisme, tout en s'élançant dans les airs depuis son pied gauche.

## Historique
Cette statue est réalisée d'après un modèle en plâtre sculpté par l'artiste en 1833 en demi-grandeur, conservé au musée de Semur-en-Auxois (Côte-d'Or). Une épreuve en bronze d'après le modèle en plâtre a par la suite été réalisée par la fonderie Thiébaut Frères en 1885, peu après la mort du sculpteur, sur commande du musée du Louvre, où elle est conservée.
Cette œuvre figure sur l'envers de la pièce de dix francs de type Génie de la Bastille créée en 1988.
La statue bénéficie de la protection de l'ensemble de la colonne, classée monument historique depuis le 29 septembre 1995.

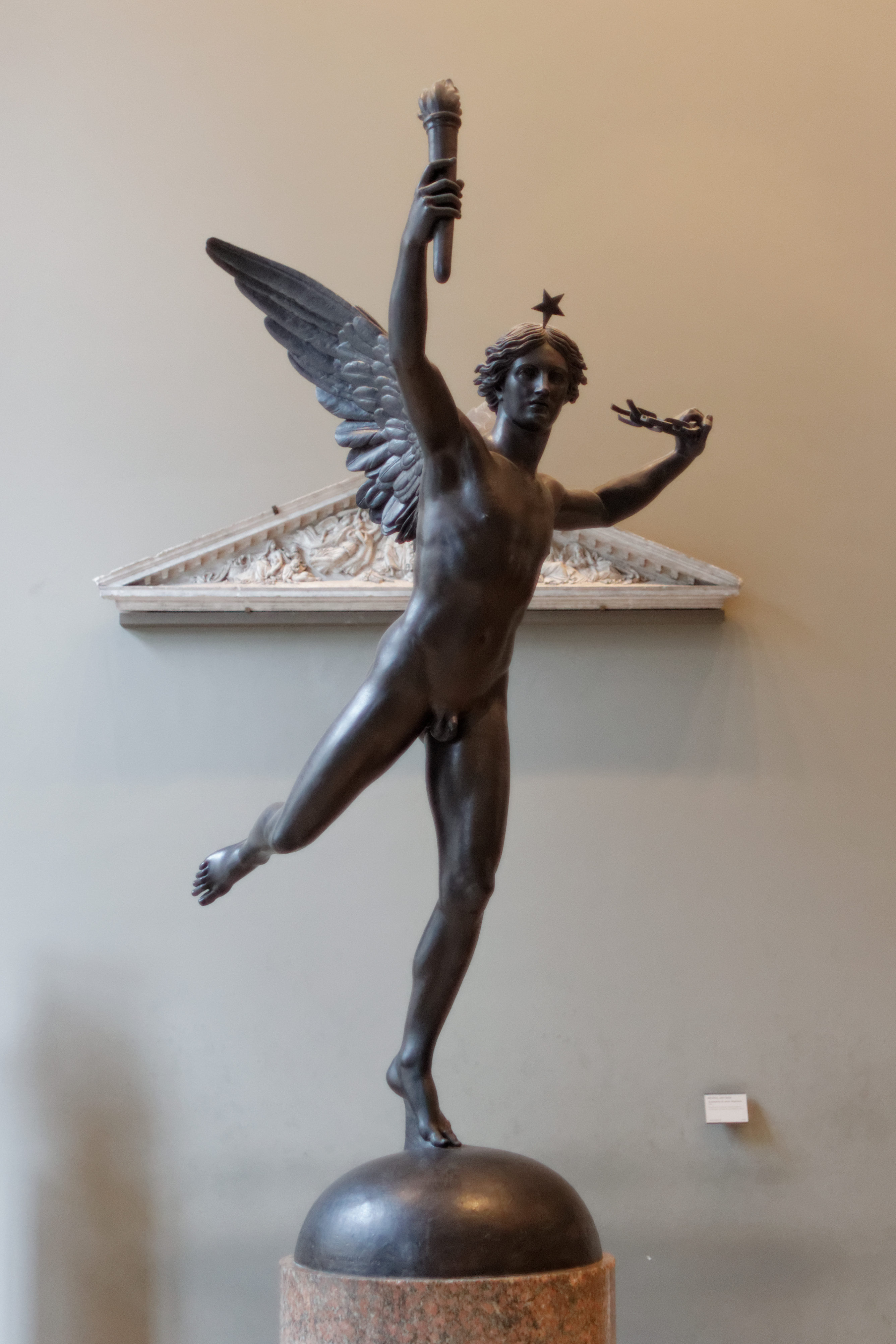
Le Génie de la Liberté, bronze de 1885, Paris, musée du Louvre.

## Symbole
Allégorie masculine, l'œuvre réalisée sous la monarchie de Juillet rompt avec la tradition artistique de l'époque, évitant une représentation féminine qui aurait été une référence trop explicite à la Liberté révolutionnaire et républicaine. Dans la même perspective, le génie ne porte pas de bonnet phrygien, attribut habituel de la Liberté.elle représente la paix

## Célébration du bicentenaire de la Révolution française
Au terme d'une convention signée le 8 juin 1988 entre la Ville de Semur-en-Auxois, représentée par son maire, Robert Morlevat, Matthieu Pinette, conservateur du musée municipal de Semur-en-Auxois, et Sophie Lescot, éditrice, une édition d'art de la statue est réalisée, sous la forme de reproductions exclusives, à tirage limité et numéroté[réf. nécessaire].
L'empreinte qui fut réalisée à Semur-en-Auxois par les ateliers SDDN, fournisseurs des musées nationaux, permit à l'atelier de sculpture de la Manufacture nationale de Sèvres d'en réaliser une réduction fidèle à l'original.
Coulées en bronze par la fonderie parisienne Chardon, ciselées et patinées à la main ou dorées à l'or fin 24 carats, les épreuves de cette édition d'art, numérotées, étaient les seules reproductions du Génie de la Liberté qui étaient proposées dans les matières et tailles différentes.